# Красотов Олександр Олександрович
Красо́тов Олександр Олександрович (5 травня 1936 — 5 жовтня 2007) — радянський та український композитор, освітянин. Заслужений діяч мистецтв України (1987).

## Біографія
Народився 5 травня 1936 року в Одесі. Закінчив Одеську державну консерваторію по класу композиції (1959) і за спеціальністю «музикознавець». Викладав у консерваторії (з 1959 року). Професор (1991).
У 1959—1969 роках був постійним учасником майстер-класів професора Ю. А. Фортунатова та професора М. І. Пейка (Іваново, Москва). З 1966 року — член Спілки композиторів України. У 1966—1970 роках та з 1976 року — відповідальний секретар Одеського відділення Спілки композиторів УРСР. З 1982 року доцент, з 1991 року професор Одеської державної консерваторії ім. А. В. Нежданової. Засновник південноукраїнської композиторської школи, виховав понад 60 учнів. З 1999 року — почесний професор композиторського факультету Тяньцзинського музичного університету (Китай).
Автор численних творів різних жанрів: симфоній, опер, оперет і мюзиклів, інструментальних концертів, ораторій, кантат, романсів та пісень, музики до драматичних вистав, телепрограм, кінофільмів.
Пішов із життя 5 жовтня 2007 року.

## Нагороди
Лауреат Національних та Міжнародних конкурсів: Всеукраїнського конкурсу у Києві (1967, 1971, 1983), Міжнародних конкурсів (у Берліні — 1973, у Токіо — 1992), обласної премії імені Е. Г. Багрицького (1967).

## Відомі учні
- Голубов Іван Васильович
- Гомельська Юлія Олександрівна
- Самодаєва Людмила Євгенівна
- Цепколенко Кармелла Семенівна
- Шустов Сергій Львович[2]
- Ярова Тетяна Андріївна[3]

## Творчість

### Опери
- «Кінець казки» (1959, лібрето В. Тимофєєва за оповіданням Дж. Лондона; поставлена 1966 р. в Одесі)
- «Пісня тайги» (1977, лібрето Р. Розенберг за Ю. Нагібіним; поставлена 1979 р. в Одесі)
- «Михайло Воронцов» (1993—1994, лібрето Р. Бродавка; поставлена 1994 р. в Одесі)

### Оперети
- «Пропала дівчинка», оперета-ревю (1966, лібрето Б. Таїрова і В. Консона; поставлена того ж року у Києві)

### Мюзикли
- «П'ятий зайвий» (1974, лібрето О. Каневського)
- «Зірка кохання та надії» (1991, лібрето Р. Феденьова, Р. Бродавка)
- «Дев'ятнадцятий», рок-мюзикл (1977, лібрето О. Вратарьова)

### Вокально-симфонічні твори
- «Вогонь», ораторія-фреска (1975, сл. Ю. Михайлика)
- «Вірність», ораторія (1983, сл. Ю. Михайлика)
- «Дума про Україну», кантата (1996, сл. Р. Бродавка)

### Твори для симфонічного оркестру
- Симфонія № 1 (1966)
- Симфонічний концерт № 2 для труби з оркестром (1977, присвячений Т. Докшицеру)
- Симфонія для хору, читця, 2-х фортепіано й арфи на вірші О. Сулейменова (1980)
- Симфонія для камерного оркестру (1990)
- «Farewell», симфонічний етюд для оркестру (1997)
- «Yesterhell» (2000)
- «Життя в борг», поема (1961, за романом Е.-М. Ремарка)

### Твори для фортепіано з оркестром
- Концерт № 1 для фортепіано та симфонічного оркестру (1958)
- Концерт № 2 («Кварт-концерт») для фортепіано, струнних та ударних (1973)
- Концерт № 3 для фортепіано, камерного оркестру та ударних (1995)

### Твори для духового оркестру
- «Патріотична увертюра» (1982)
- «Ретро-марш» (1982)
- «Частушки» (1982)

### Твори для оркестру народних інструментів
- «Українська рапсодія» (1993)

### Камерно-інструментальні твори
- «Concertino Grosso», концерт для двох віолончелей з камерним оркестром (1996)
- «Consequences», струнний квартет (1998)

### Сонати
- Соната для скрипки (1957, 1965, 1968)
- Соната для віолончелі (1960)
- Соната для кларнета (1981)

### Твори для фортепіано
- «Прелюдії та етюди» (1957)
- Сонатина (1964)
- Токата (1976)

### Пісні
- «Краю мій заповітний»
- «Ми — народ вільної держави»
- «Побачення [з Одесою]»

### Інші твори
- цикли романсів на слова Т. Шевченка, Р. Бернса, Ж. Превера, Л. Ашкіназі та ін.
- обробки народних пісень
- музика до вистав, фільмів